# Maria Annunziata Burbon-Sycylijska
Maria Annunziata Izabella Filomena Sabasia Burbon-Sycylijska (ur. 24 marca 1843 w Caserta, zm. 4 maja 1871 w Wiedniu) – księżniczka Neapolu i Sycylii, arcyksiężna Austrii.

## Życiorys
Maria Annunziata była córką Ferdynanda II, króla Obojga Sycylii i jego drugiej żony Marii Teresy Habsburg. Przez najbliższych nazywana była „Ciollą”.
21 października 1862 roku w Wenecji wyszła za mąż za arcyksięcia Karola Ludwika, brata cesarza Franciszka Józefa I. Maria Annunziata była drugą żoną arcyksięcia (pierwszą była Małgorzata Karolina Wettyn).

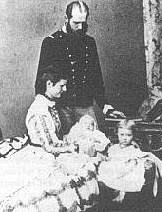
Maria Annunziata z rodziną

Mimo swojego złego zdrowia (cierpiała na padaczkę i na choroby pulmonologiczne), Maria Annunziata urodziła czwórkę dzieci. Zmarła w wieku 28 lat właśnie na gruźlicę. Dwa lata po jej śmierci Karol Ludwik ożenił się z Marią Teresą Portugalską i najstarszą córkę nazwano na jej cześć - Marią Annunziatą.

## Potomstwo
- Franciszek Ferdynand Habsburg (1863–1914), następca tronu Austrii, zamordowany w 1914 roku w Sarajewie;
- Otto Franciszek Austriacki (1865–1906), ojciec cesarza Austrii Karola I;
- Ferdynand Karol (1868–1915);
- Małgorzata Zofia (1870–1902).